# Bernt Kling
Bernt Kling (bürgerlicher Name: Bernhard Kling; * 21. Dezember 1947 in Stuttgart) ist ein deutscher Science-Fiction-Schriftsteller und Politologe. Als Autor nutzte er den Namen Bernt Kling. Später änderte er diesen wegen Verwechselungsgefahr in „Bernd Kling“ um.
Schon während seines Studiums der Politikwissenschaften in München und Berlin schrieb Kling redaktionelle Artikel über SF-Themen, zum Teil unter dem Pseudonym P. R. Jung. Während seiner Autorentätigkeit arbeitete er auch als Übersetzer von SF-Taschenbüchern und Comic-Texter. Später lebte er als Buchhändler in Berlin.

## Werke

### AlsBernt Kling
In der Heftromanreihe Terra Nova:
- 58: Schatzinsel im All (1969)
- 103: Medusa im All (mit Leo Günther, d. i. Hagen Zboron, 1942–2018) (1969)
- 112: Galaxis im Aufruhr (mit Leo Günther) (1970)
- 127: Der unendliche Traum (1970)
- 142: Das rosa Universum (1970)
- 150: Der Psycho Planet (mit Harald Buwert) (1970)
- 174: Der Computer Utopia (mit Leo Günther) (1971)

Kurzgeschichten
- Die Gute Alte Zeit. Ein Rückblick aus dem Jahr 2008. In Terra Nova 90 (1969)
- Die Zeitlose. In Terra Nova 150 (1970)
- L wie Liebe. In Hans Joachim Alpers & Ronald M. Hahn (Hrsg.): Science Fiction aus Deutschland. Fischer Taschenbuch (Fischer Orbit #43), Frankfurt am Main 1974, ISBN 3-436-01987-9.

### AlsP. R. Jung
In der Heftromanreihe Terra Astra:
- 40: Das Super-Experiment (1972)
- 61: Computer der blauen Rebellen (mit Harald Buwert) (1972)
- 130: Im Auftrag der Solar-Police (1974)

## Sachbücher
- Georg Seesslen & Bernt Kling: Unterhaltung. Lexikon zur populären Kultur. Rowohlt, Reinbek bei Hamburg 1977, DNB 550277064.
- Bernd Kling & Heinz Plehn (Hrsg.): Elvis Presley: eine illustrierte Dokumentation. Melzer, Dreieich 1978, ISBN 978-3-8201-0005-1.